# Кыз
Кыз — река в России, протекает в Койгородском районе Республики Коми. Устье реки находится в 301 км по левому берегу реки Кобра. Длина реки составляет 26 км, площадь водосборного бассейна 151 км².
Исток реки в заболоченном лесу на холмах Северных Увалов в 38 км к юго-востоку от села Объячево. Исток лежит на водоразделе бассейнов Волги и Северной Двины, рядом с истоком Кыза находятся истоки нескольких небольших притоков реки Лэпью (приток Лузы). Река течёт на юго-восток, перед устьем поворачивает на запад. Течёт по ненаселённому, частично заболоченному лесному массиву. Впадает в Кобру в 45 км к юго-западу от села Койгородок.

## Данные водного реестра
По данным государственного водного реестра России относится к Камскому бассейновому округу, водохозяйственный участок реки — Вятка от истока до города Киров, без реки Чепца, речной подбассейн реки — Вятка. Речной бассейн реки — Кама.
Код объекта в государственном водном реестре — 10010300212111100030658.